# ホーリー・アッチソン
ホーリー・アッチソン（Holly Aitchison、1997年9月13日 - ）は、イングランドの女子ラグビー選手。

## プロフィール
- イングランド・サウスポート出身[1]。
- ポジションはスタンドオフ(SO)。
- 身長 176cm、体重 68kg
- 7人制イングランド代表に選ばれたことがある[2]。
- 女子イングランド代表キャップは1（2022年12月現在）。

## 略歴
2021年、東京五輪の7人制女子イギリス代表スコッドに選ばれた。
2022年、ラグビーワールドカップ2021の女子イングランド代表に選ばれて、レッド・ローズ2大会連続準優勝に貢献。